# کوندو
کوندو (به مجاری:  Kondó) یک منطقهٔ مسکونی در مجارستان است که در ناحیه میشکولتس واقع شده‌است.